# Peter Schroer
Peter Schroer (* 9. Februar 1943 in Sulingen; † 3. Oktober 2023) war ein deutscher Verwaltungsbeamter, der für seine Arbeit mit Menschen mit Behinderungen mit dem Bundesverdienstkreuz ausgezeichnet wurde.

## Leben
Nach der Grundschule in Sulingen besuchte er die Graf-Friedrich-Schule (Diepholz), wo er 1962 das Abitur bestand. Er studierte Jura an den Universitäten in Freiburg und Göttingen, wo er 1967 das 1. Juristische Staatsexamen bestand. Er wurde Wissenschaftlicher Mitarbeiter der Universität Münster, wo er 1971 promovierte (Diss.: Rechtsformen der Zusammenarbeit landwirtschaftlicher sowie fischwirtschaftlicher Erzeuger untereinander und mit ihren Marktpartnern nach dem Marktstrukturgesetz), 1972 folgte das 2. Staatsexamen. Von nun an arbeitete er   im niedersächsischen Verwaltungsdienst, wobei er u. a. Persönlicher Referent des Ministers für Bundes- und Europaangelegenheiten Herbert Hellmann wurde. 1976 war er Kreisdirektor des Landkreises Grafschaft Diepholz und mit der Wahrnehmung der Geschäfte des Oberkreisdirektors beauftragt. Im neuen Landkreis Diepholz wurde Schroer Kreisdirektor bis 1988, danach Oberkreisdirektor in Peine, wo er 2000 in den Ruhestand verabschiedet wurde.
Schroer erhielt 2009 das Bundesverdienstkreuz für sein besonderes Engagement für Menschen mit Behinderung.